# Медицински универзитет Азербејџана
Медицински универзитет Азербејџана основан 1930. године, један је од највећих државних универзитета у Азербејџану.

## Историја
Обука висококвалификованог медицинског особља у Азербејџану почела је у септембру 1919. године, након доношења одлуке Парламента Демократске Републике Азербејџана да се оснује државни универзитет у Бакуу са четири факултета, укључујући и медицински. За кратко време организована је Специјална припремна комисија под руководством истакнутог хирурга, професора В. И. Разумовског, која је у августу 1919.године одржала пријемни испити и примила прву класу студената – будућих лекара.
Водећу улогу у развоју Института имали су научници-професори: И. Широкогоров , С. Давиденков , Ф. Н. Иљин , Л. Левин, Н. Ушински , К. Малиновски и други. Првих 30 студената који су добили племићку титулу доктора пуштено је 1922. године. Међу њима су биле и две младе Азербејџанке: Адиља ханум Шахтахтинскаја, касније први доктор наука, професор, и Џејран ханум Султанова, у будућности позната практичарка. Из института излазе први национални научни и педагошки кадрови: М. Миркасимов, М. А. Топчибашев , А. М. Алијев, И. М. Исмаил-заде и многи други.
Од првих дана рада института држава је донела одлуку да организује сектор са наставом на азербејџанском језику. До тог времена створена су нова одељења, објављени су први уџбеници и приручници на националном језику, који су алужили за подучавање више хиљада азербејџанских дечака и девојчица.
Значајан корак у развоју система обуке медицинског и научног медицинског особља била је Уредба Савета народних комесара Азербејџанске ССР од 9. маја 1930. године (бр. 287/99) о реорганизацији медицинског факултета у Бакуу. Овом Уредбом Универзитет је трансформисан у самостални медицински институт са два факултета: медицинским и превентивно-хигијенски.
Први ректор медицинског института био је М. Н. Кадирли (1930). Након тога, институтом су предводили: 
- Н. Д. Маммадли (1931-1932),
- А. М. Алијев (1932-1934),
- М. Д. Хусејнов (1934-1935),
- А. М. Алијев (1935-1938),
- М. А. Алијев (1932-194).
- З. М. Маммадов (1943-1946),
- Б. А. Еивазов (1946-1964),
- Х. Хасанов (1964-1968),
- Б. Мајидов (1968-1972),
- Гулииева З. Т. (1972-1983),
- З. Д. Мамедов (1972-1983),
- З. Д. Мамедов (1964-1968 ).
- B. Məcidov (1968 – 1972)
- Z. Quliyeva (1972 – 1983)
- Y. Məmmədov (1983 – 1992)
- Əhliman Əmiraslanov (1992 – 2015)
- Gəray Gəraybəyli (2016 - Hal-hazırda).[1]

Медицински институт није престао са радом ни током Великог отаџбинског рата. Институт је обучавао лекаре за фронт, а пружао је и велику практичну помоћ евакуационим болницама. У периоду од 1941 до 1944. Институт је обучио 2.082 лекара.
Дана 29. април 1957. године Азербејџански медицински институт је на основу Указа Президијума Врховног совјета Азербејџанске ССР, добио име по јавној личности, лекару и писцу Нариману Нариманову. Све даље активности Института биле су везане за његово име.
Од 1992. до 2016. ректора универзитета је био професор А. Т. Амирасланов, добитник Државне награде, редовни члан Пољске академије наука, члан Удружења светских онколога и Европског удружења реконструктивне хирургије, заслужни научник, доктор медицинских наука, редовни члан Националне академије наука Азербејџана. За новог ректора универзитета 2016. године именован је Гарај Гарајбејли, главни психијатар Републике Азербејџан.
У јесен 2013. године уприличено је отварање Едукативно-хируршке клинике Универзитета.

## Структура
Више од 8 хиљада студената студира на универзитету, док  Азербејџански медицински универзитет има 7 образовних установа, 6 факултета и 75 одељења .
Азербејџански медицински универзитет је до 2011. године имао и 7. факултет – педијатријски, који је од школске 2011/2012. године  укинут и припојен медицинском факултету.
На 75 катедри Универзитета раде:
- 2 академика,
- 1 дописни члан,
- 15 заслужних научних радника,
- 21 заслужни доктор,
- 118 професора,
- 248 ванредних професора,
- 513 асистената,
- 212 наставника различитих специјалности,
- 142 доктора и
- 692 научних кандидата.

Универзитет сваке године уписује 1.200 студената на различитим факултетима у трајању од:
- општа медицина  - 6 година,
- стоматологија  - 5 година,
- медицинско-биолошки факултет - 5 година,
- медицински и превентивни факултет - 6 година,
- војномедицински факултет  – 5 година,
- фармацеутски факултет  – 4 године
- дипломирани, магистар – 2 године,
- болничар – 2 године.

Међу студентима је и 60 странаца из Азије, Африке, Латинске Америке. 
За смештај студенте и постдипломаца током студија постоји 8 студенстких домова који су у могућности да обезбеде смештај за све нерезиденте. 
Студентима су на располаагању спортски комплекс са базеном, теретане и много различитих спортских секција. 
Универзитетска библиотека располаже са око 800.000 примерака наставне и научне литературе. 
Тренутно, универзитет има и рекреативни центар  „Табиб”  на обали Каспијског језера у селу Набран. 
У оквиру универзитета постоје и анатомски музеји, као клиничка база (онкологије, терапије, стоматологије).
Војномедицински факултет основан је под окриљем Азербејџанског медицинског универзитета у циљу припреме професионалних војномедицинских официра за потребе Оружаних снага у складу са указом председника Републике Азербејџан у циљу „унапређења обуке резервних официра ВС“ од 25. маја 2000. Трајање студија је 2 године. Од августа 2000. године за пријем на овај факултет бирају се мушки кандидати Медицинског универзитета који су завршили четврту годину терапијско-профилактичког, педијатријског и стоматолошког факултета.  У оквиру Војномедицинског факултета функционишу и курсеви како би се осигурала начела доследности медицинских официра. У складу са захтевима „Закона о образовању Републике Азербејџан“ од школске 2011/2012. године на војномедицинском факултету Азербејџанског медицинског универзитета функциониши напредни курсеви за 11 занимања у циљу даљег усавршавања војних лекара.

## Факултети
- медицински I
- медицински II
- стоматолошки
- фармацеутски
- општи здравствени
- војно-медицински (од 2000. године).[6]

## Спољни односи
У зиму 2013. године донета је одлука о оснивању Иновативног мултидисциплинарног центра за развој виртуелних лабораторија из биологије и медицине.  У пројекту учествују државни универзитет Тбилиси , Универзитет Волонгонг , Универзитет Л'Аквила ( Италија ), Универзитет у Бресту ( Француска ), Грузијски универзитет Давид Агмашенебели, Државни универзитет у Бакуу , Национални универзитет у Одеси, Национални универзитет у Лавову.
У пролеће 2017. челници Азербејџанског медицинског универзитета (АМУ) и Универзитета Коч (Република Турска) потписали су меморандум о сарадњи. Једна од главних тачака меморандума била је сагласност на међусобну размену лекара, као и болесника.
У јесен 2018. године одржан је догађај посвећен годишњици (стогодишњици) Астраханског државног медицинског универзитета . Потписан је споразум о сарадњи у области здравства, као и високог образовања.

## Носиоци почасних доктората
- Ихсан Дограмаци - председник ректора Турског универзитета, педијатар Харман ван Оусон - главни лекар Универзитетске болнице у Келну

- Јавад Хеиат - професор Медицинског универзитета Табриз

- Анвар Хасаноглу - ректор Универзитета Гази

- Мустафа Галами - председник парламента Републике Турске , уролог

- Т.Г. Гибредзе – шеф одељења Института за експерименталну морфологију Републике Грузије

- Ертан Демирташ – начелник ВМА. Гулкхане центар за кардиологију, контраадмирал.[10]

- Ибрахим Јилдирим - проректор за међународне односе Истанбулског универзитета , шеф катедре за пластичну хирургију Медицинског факултета

- Андреас Д. Еберт - директор болнице за акушерство и гинекологију. Вивандес Хумболт у Савезној Републици Немачкој.